# Matthias Jabs
Matthias Jabs (Hannover, 25 ottobre 1955) è un chitarrista tedesco membro del gruppo musicale tedesco Scorpions.
In precedenza Jabs aveva suonato in altri gruppi come Lady, Fargo e Deadlock. Entrò a far parte degli Scorpions nel 1979 in sostituzione di Ulrich Roth che aveva lasciato la band. Esordì lo stesso anno nell'album discografico Lovedrive pubblicato il 25 febbraio.
I principali artisti che hanno influenzato Matthias sono stati Jimi Hendrix, Johnny Winter, Jeff Beck, ed Eric Clapton. Oltre a questi, l'influenza di Eddie Van Halen è stata fondamentale, sia per la tecnica funambolica che per le nuove sonorità metal.
Jabs è solito a usare chitarre Gibson Explorer e nei primi anni ottanta progettò un suo modello, chiamato Explorer 90, ha anche modificato una Fender Stratocaster con nome "Jabocaster". Matthias in alcune canzoni usa il Talk box, le canzoni in cui l'ha usato sono: "The Zoo" (Animal Magnetism), "To Be No. 1" (Eye II Eye) "Money and Fame" (Crazy World), "Can You Feel It" (Unbreakable), e "Media Overkill" (Savage Amusement) "Raised On Rock" (Sting in the Tail).
Anima degli Scorpions e coautore di molti loro brani, l'unico pezzo firmato unicamente da lui è Six String Sting, appartenente al live World Wide Live (registrato tra il 1984 e 1985); si tratta di un breve pezzo strumentale per chitarra sola, dal carattere improvvisativo e virtuosistico, un classico guitar solo che celebra la bravura del solista, come spesso è d'uso tra i chitarristi heavy metal durante i live.

## Discografia

### Scorpions

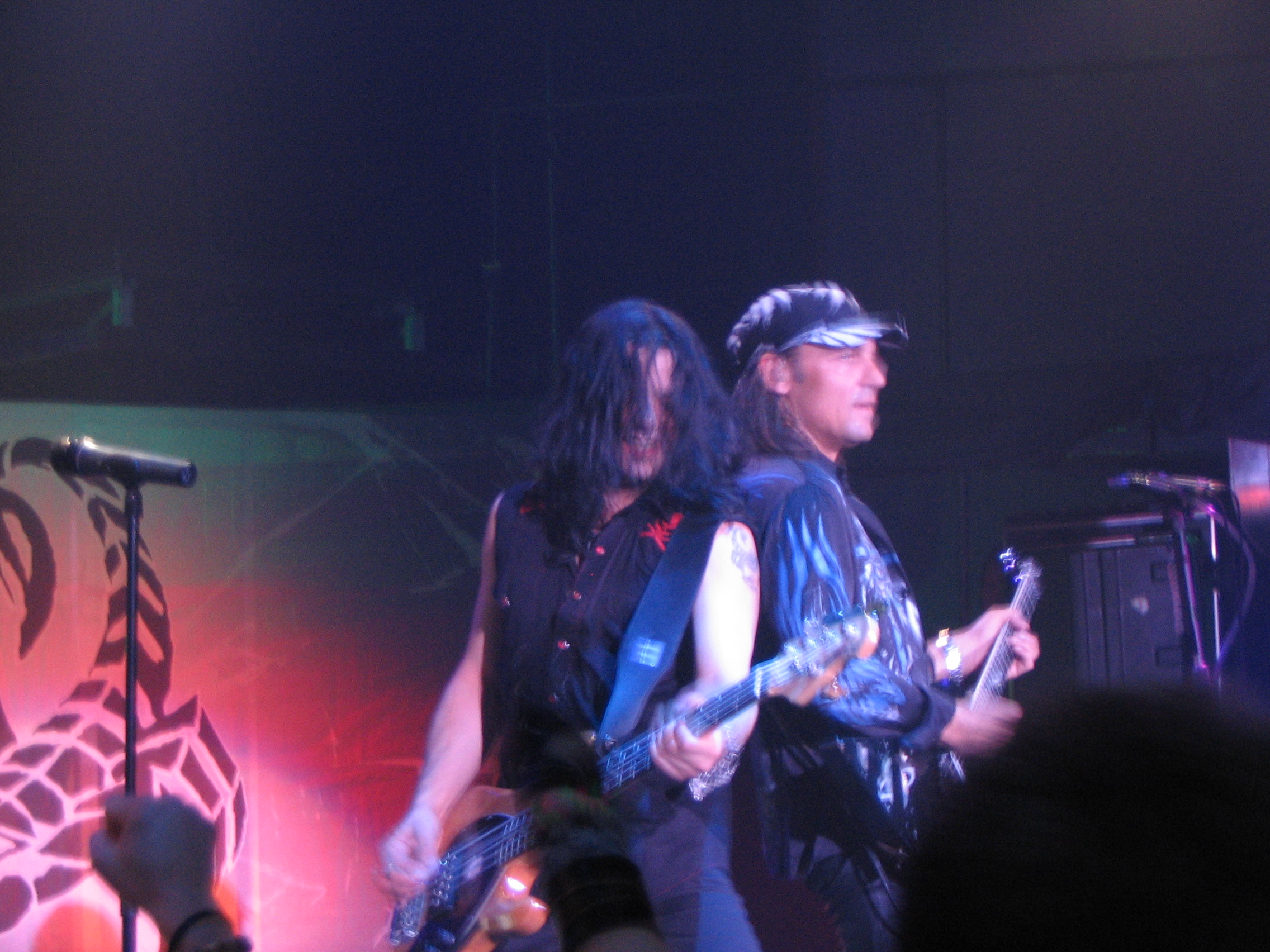
Matthias Jabs in concerto con gli Scorpions.

- 1979 - Lovedrive
- 1980 - Animal Magnetism
- 1982 - Blackout
- 1984 - Love at First Sting
- 1988 - Savage Amusement
- 1990 - Crazy World
- 1993 - Face the Heat
- 1996 - Pure Instinct
- 1999 - Eye II Eye
- 2004 - Unbreakable
- 2007 - Humanity: Hour I
- 2010 - Sting in the Tail
- 2015 - Return to Forever
- 2022 - Rock Believer